# Globulární protein

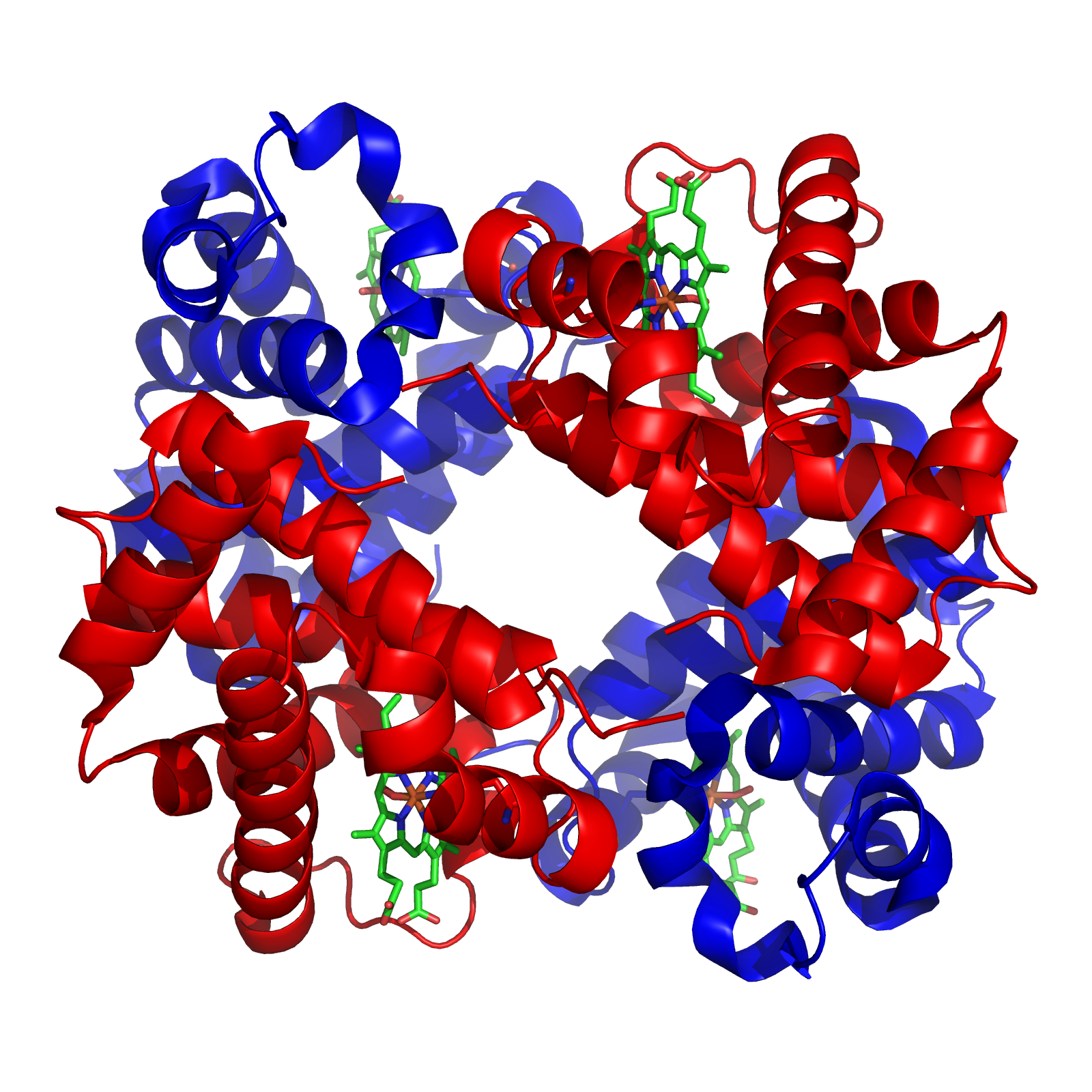
Trojrozměrná struktura hemoglobinu, a globulárního proteinu.

Globulární proteiny nebo sféroproteiny jsou sférické („globulární“) proteiny a jsou jedním z běžných typů proteinů (ostatní jsou vláknité, neuspořádané a membránové proteiny). Globulární proteiny jsou ve vodě částečně rozpustné (tvoří koloidy ve vodě), na rozdíl od vláknitých nebo membránových proteinů. Existují několikanásobné třídy globulárních proteinů (bílkovin), protože existuje mnoho různých architektur, které lze složit do zhruba sférického tvaru.
Termín globin může konkrétněji odkazovat na proteiny včetně globinového záhybu.

## Globulární struktura a rozpustnost
Termín globulární protein je poměrně starý (pochází pravděpodobně z 19. století) a je nyní[kdy?] poněkud archaický vzhledem ke stovkám tisíc proteinů a elegantnějšímu a popisnějšímu slovníku strukturních motivů. Globulární povahu těchto proteinů lze určit bez použití moderních technik, ale pouze pomocí ultracentrifug nebo technik dynamického rozptylu světla.
Sférická struktura je indukována terciární strukturou proteinu. Apolární (hydrofobní) aminokyseliny molekuly jsou vázány směrem k nitru molekuly, zatímco polární (hydrofilní) aminokyseliny jsou navázány směrem ven, což umožňuje interakci dipól-dipól s rozpouštědlem, což vysvětluje rozpustnost molekuly.
Globulární proteiny jsou jen okrajově stabilní, protože volná energie uvolněná, když se protein složil do své přirozené konformace, je relativně malá. Je to proto, že skládání proteinů vyžaduje entropické náklady. Protože primární sekvence polypeptidového řetězce může tvořit četné konformace, nativní globulární struktura omezuje jeho konformaci pouze na několik. Výsledkem je snížení náhodnosti, i když nekovalentní interakce, jako jsou hydrofobní interakce, stabilizují strukturu.
I když stále není známo, jak se bílkoviny přirozeně skládají, pomohly nové důkazy k lepšímu porozumění. Část problému skládání proteinů spočívá v tom, že se vytváří několik nekovalentních slabých interakcí, jako jsou vodíkové vazby a Van der Waalsovy interakce. Prostřednictvím několika technik je v současné době[kdy?] studován mechanismus skládání proteinů. I v denaturovaném stavu proteinu jej lze složit do správné struktury.
Zdá se, že globulární proteiny mají dva mechanismy skládání proteinů, buď model difúze-kolize nebo model kondenzace-nukleace, ačkoli nedávná[kdy?] zjištění ukazují, že globulární proteiny, jako je PTP-BL PDZ2, se skládají s charakteristickými rysy obou modelů. Tato nová zjištění ukázala, že přechodové stavy proteinů mohou ovlivnit způsob jejich skládání. Složení globulárních proteinů bylo také nedávno[kdy?] spojeno s léčbou nemocí a byly vyvinuty protirakovinné ligandy, které se vážou na přeložený, ale ne na přírodní protein. Tyto studie ukázaly, že skládání globulárních proteinů ovlivňuje jeho funkci.
Druhým zákonem termodynamiky k rozdílu volné energie mezi rozloženými a složenými stavy přispívají změny entalpie a entropie. Jelikož je rozdíl volné energie v globulárním proteinu, který je výsledkem skládání do jeho nativní konformace, malý, je okrajově stabilní, a poskytuje tak rychlou rychlost přeměny a účinnou kontrolu degradace a syntézy proteinu.

## Role
Na rozdíl od vláknitých proteinů, které hrají pouze strukturální funkci, mohou globulární proteiny fungovat jako:
- enzymy katalyzováním organických reakcí probíhajících v organismu za mírných podmínek a s velkou specificitou. Tuto úlohu plní různé esterázy.
- Poslové tím, že předávají zprávy k regulaci biologických procesů. Tuto funkci zajišťují hormony, tj. inzulin atd.
- Transportéry jiných molekul přes membrány.
- Zásoby aminokyselin.
- Regulační role také plní spíše globulární proteiny než vláknité proteiny.
- Strukturní proteiny, např. aktin a tubulin, které jsou globulární a rozpustné jako monomery, ale polymerují za vzniku dlouhých tuhých vláken

## Členové
Mezi nejznámější globulární proteiny patří hemoglobin, člen rodiny proteinů globinu. Dalšími globulárními proteiny jsou alfa, beta a gama (IgA, IgD, IgE, IgG a IgM) globulin. Další informace o různých globulinech najdete v proteinové elektroforéze. Téměř všechny enzymy s hlavními metabolickými funkcemi jsou globulárního tvaru, stejně jako mnoho proteinů signální transdukce.
Albuminy jsou také globulární proteiny, i když na rozdíl od všech ostatních globulárních proteinů jsou zcela rozpustné ve vodě. Nejsou rozpustné v oleji.